# Sherlock – Die Braut des Grauens
Die Braut des Grauens (Originaltitel The Abominable Bride) ist eine Sonderfolge der britischen Fernsehserie Sherlock, die zwischen der dritten und vierten Staffel der Serie spielt. Die Erstausstrahlung lief am 1. Januar 2016 bei der BBC, die deutschsprachige Premiere fand am 28. März 2016 im Ersten statt. Erstmals spielt eine Folge der Serie zur Zeit der originalen Geschichten. Allerdings knüpfen einige Szenen auch an das Ende der dritten Staffel an.

## Handlung
Die Geschichte beginnt im viktorianischen London, wo Sherlock und Watson von Lestrade mit einem schwierigen Fall konfrontiert werden. Eine Frau namens Emelia Ricoletti hat auf Passanten geschossen und anschließend Selbstmord begangen. Am selben Abend erscheint Emelia ihrem Ehemann in geisterhafter Gestalt und erschießt ihn. Fasziniert von der Frage, wie Emelia ihren vermeintlichen Selbstmord überlebt hat, übernimmt Sherlock den Fall. In der Leichenhalle teilt Dr. Hooper (die als Mann verkleidete Molly Hooper) ihm mit, dass die Frau, die sich umgebracht hat, von Herrn Ricoletti noch wenige Sekunden vor seinem Tod zweifelsfrei als Emelia Ricoletti identifiziert werden konnte. Weil Sherlock die Geistergeschichte nicht glauben will, verliert er das Interesse an dem Fall. Als die Braut jedoch weitere Menschen ermordet, folgert er, dass es sich bei den Mördern um Trittbrettfahrer handeln muss.
Wenige Monate später erzählt Sherlocks Bruder Mycroft ihm von einem anderen Fall. Sir Eustace Carmichael erhielt einen Umschlag mit fünf Orangenkernen, ein aus den Vereinigten Staaten bekanntes Symbol für eine Bedrohung. Auf Sherlocks Fragen reagiert Eustace sehr unkooperativ und beschreibt seine Frau Lady Carmichael als „hysterisch“. In der darauffolgenden Nacht verstecken sich Sherlock und Watson auf seinem Anwesen, um den vermeintlichen Geist von Emelia Ricoletti auf frischer Tat zu ertappen. Die Braut erscheint und verschwindet vor ihnen durch das Gemäuer. Unmittelbar darauf ist ein Geräusch von zerbrechendem Glas zu hören. Plötzlich hören Sherlock und Watson Sir Eustace Carmichaels Schreie. Sherlock findet den Mann, den er schützen wollte, kurz darauf erstochen auf. Watson bewacht zu der Zeit das Fenster, durch das er mit Holmes eingestiegen und das als einziges im Haus nicht verriegelt war. Emelia erschreckt den Doktor und verschwindet durchs Fenster.
Detektiv Inspector Lestrade zeigt Sherlock eine Nachricht an dem Dolch, mit dem Sir Carmichael ermordet wurde. Sherlock ist verwundert darüber, denn als er den Körper einige Minuten zuvor untersucht hatte, befand sich noch keine Nachricht auf dem Dolch. Die Notiz lautet: „Vermisst Du mich?“ Den gleichen Satz verwendete der moderne Moriarty bei seiner überraschenden Rückkehr. Nachdem Holmes darauf bestanden hat, dass die Lösung des Falles so einfach sei, dass selbst Lestrade fähig sei, ihn zu lösen, meditiert er mehrere Tage lang in der Baker Street. Moriarty erscheint ihm und stichelt Sherlock an, das Rätsel zu lösen, wie sich Emelia Ricoletti selbst erschießen und dennoch am Abend ihrem Ehemann erscheinen konnte. Anschließend erschießt auch Moriarty sich selbst, ohne dabei umzukommen.
Sherlock wacht in einem landenden Flugzeug auf und befindet sich in der Gegenwart. Mycroft, John und Mary kommen an Bord und Sherlock gesteht ihnen, dass er Drogen genommen hat, um sich in seinem Gedächtnispalast mit dem ungelösten Fall Emelia Ricoletti zu befassen, damit er die Umstände von Moriartys Tod in der Gegenwart verstehen kann. Anschließend ignoriert er die Warnungen von Mycroft und Watson und betritt noch einmal seinen Gedächtnispalast.
Zurück in der Vergangenheit wird er dann von John aus seiner Sinnestäuschung, die scheinbar durch eine selbstinjizierte Kokain-Lösung ausgelöst wurde, geweckt. Sherlock bekommt ein Telegramm von Mary, die mitteilt, dass sie die Mitwirkenden der Morde in einer Kirche aufgespürt habe. Als Sherlock und Watson zu Mary stoßen, entdecken sie in der Kirche eine geheime Gruppe, die wie eine religiöse Bruderschaft gekleidet sind. Unter den Masken verbergen sich aber Suffragetten. Nachdem er die Frauenrechtlerinnen enttarnt hat, erklärt Holmes die Lösung des Falls.
Demnach hat Emelia ihren Selbstmord nur vorgetäuscht, um ihren Mann am Abend in der Rolle der rächenden Braut zu töten. Später wurde die an Schwindsucht leidende Frau auf eigenen Wunsch durch einen Kopfschuss getötet. Das Duplikat ihrer Leiche wurde anschließend durch ihre tatsächliche Leiche ersetzt, die dann eindeutig als Emelia Ricoletti identifiziert werden konnte. Seitdem wurde die Identität der Braut von dem Frauenorden verwendet, um Männer, die ihnen Unrecht getan hatten, in Gestalt von Ricolettis Geist zu ermorden. Sherlock vermutet, dass Lady Carmichael ebenfalls ein Mitglied der Gemeinde sei und ihren Mann selbst getötet hat. Er klagt daher eine ihm gegenüberstehende verschleierte Braut an, in der Annahme, dass es Lady Carmichael sei. Doch zu seiner Überraschung ist es Moriarty.
Sherlock glaubt nun in der Gegenwart zu erwachen, als die Wirkung der Drogen nachlässt, und besteht darauf, Emelias Leiche zu exhumieren. Während er nach dem Sarg gräbt, hört er Emelias Leiche immer wieder flüstern: „Vergiss mich nicht“. Durch Drogeneinfluss in Wirklichkeit immer noch in seinem Gedächtnispalast gefangen, macht er nun wieder einen Sprung in die Vergangenheit, wo er auf einem Felsvorsprung neben dem Schweizer Reichenbachfall von Moriarty angegriffen wird. Moriarty offenbart Holmes, dass er sich immer noch in seinem Gedächtnispalast befinde. Die beiden Männer kämpfen, und Moriarty gewinnt die Oberhand, aber John erscheint und richtet eine Pistole auf Moriarty. John stürzt Moriarty den Wasserfall hinunter und bittet Sherlock, wieder mit ihm in die Gegenwart zu kommen. Sherlock beschließt, ebenfalls über die Felskante zu springen, um sich aus seinem Gedächtnispalast zu befreien.
Sherlock wacht im Flugzeug wieder auf. Nachdem John und Sherlock das Flugzeug verlassen haben, öffnet Mycroft sein Notizbuch und liest darin das Wort „Rotbart“. Sherlock hat währenddessen durch seinen „Traum“ erkannt, dass Moriarty zwar tot ist, aber Ereignisse vorausgeplant haben muss, die nach seinem Tod eintreten sollen. Die Episode endet mit Sherlock in der Vergangenheit, wo er dem skeptischen John seine Vision von einem Flugzeug und einem Telefon beschreibt; dann schaut er aus dem Fenster auf die Baker Street der Gegenwart.

## Produktion

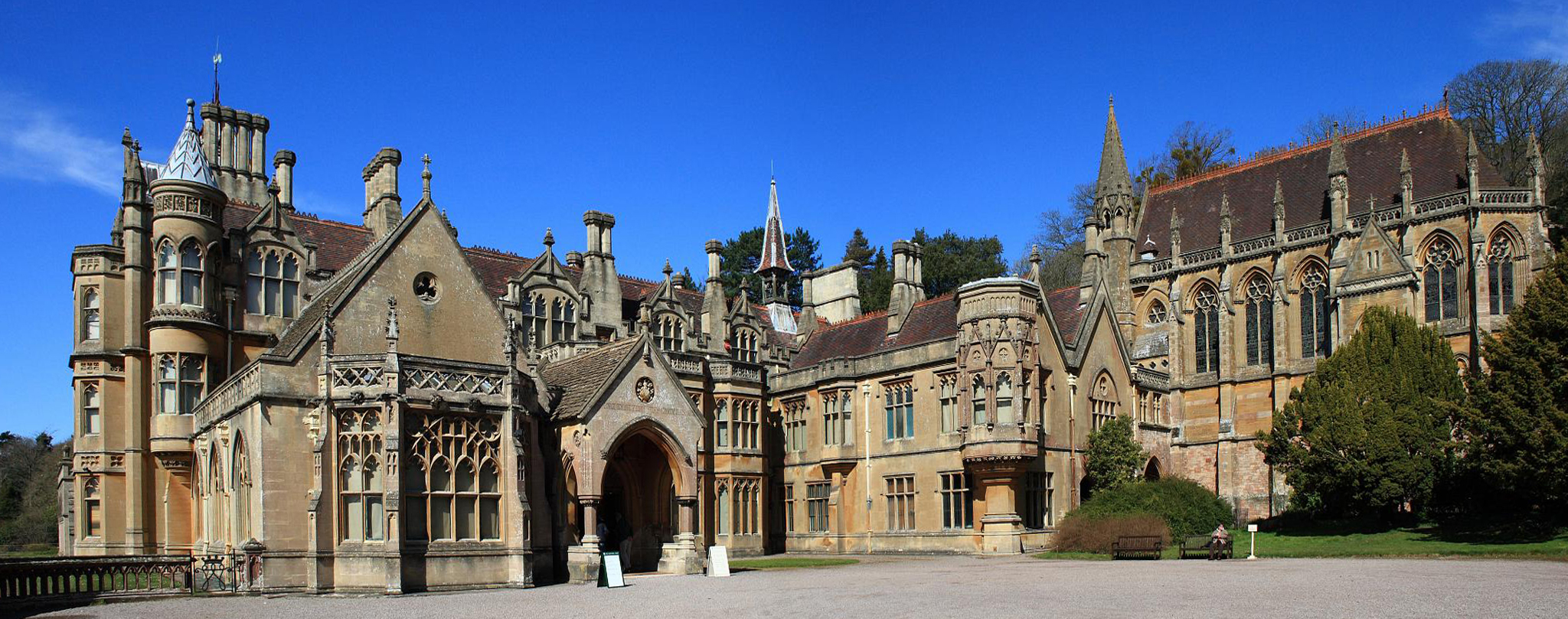
Im Tyntesfield House wurden einige Szenen des Sherlock-Specials gedreht.

Die Idee für diese Sonderfolge hatten die Drehbuchautoren Mark Gatiss und Steven Moffat bereits vor der Ausstrahlung der dritten Staffel. Sie wollten damit zeigen, „wie die Serie geworden wäre, wenn [sie] sie authentisch verfilmt hätten“.
Das Tyntesfield House in Wraxall bei North Somerset diente als Kulisse für Carmichaels Anwesen und für Watsons Wohnung in London. Weitere Drehorte befanden sich in Bath, wo im heute als Safaripark genutzten Anwesen Longleat die Aufnahmen im Labyrinth entstanden; in der Krypta der Kathedrale von Gloucester, wo sich im Film der Suffragettenorden traf; sowie bei Bristol. Die Szenen im Diogenes Club, wo Holmes seinen Bruder Mycroft trifft, wurden in einem Gebäude in der Londoner Straße Carlton House Terrace gedreht.

## Ausstrahlung und DVD-Veröffentlichungen
Das Special wurde am Abend des 1. Januars 2016 sowohl auf BBC One als auch auf PBS ausgestrahlt. In England wurde die Folge von 8,41 Millionen Zuschauern am Tag ihrer Erscheinung gesehen. Bereits im Oktober 2015 hatte Das Erste via Twitter bekanntgegeben, das Special am selben Tag auch in Deutschland auszustrahlen. Die Ankündigung musste die ARD am folgenden Tag aber revidieren.
In verschiedenen Ländern der Welt, wie z. B. in England und den Niederlanden, wurde die Spezial-Episode auch in ausgewählten Kinos gezeigt. In Deutschland lief sie jedoch nur im Fernsehen, da die ARD die Rechte für die deutsche Ausstrahlung innehat. Sie wurde am Ostermontag, 28. März 2016 gesendet. Beim Gesamtpublikum erreichte die Folge mit 3,01 Millionen Zuschauern einen Marktanteil von 10,8 %; erfolgreicher war sie bei jüngeren Zuschauern mit 13,6 % Marktanteil. Zwanzig Minuten später als bei der ARD begann die Ausstrahlung auf dem österreichischen öffentlich-rechtlichen Sender ORF eins.
Die Episode wurde am 11. Januar 2016 als 2-Disc-Set sowohl auf DVD als auch Blu-ray mit englischem Originalton veröffentlicht. Am 29. März 2016 erschien die deutschsprachige Version ebenfalls auf DVD und Blu-ray.

## Kanon-Verweise
- Die abscheuliche Braut basiert auf einem Zitat aus der Geschichte Das Musgrave-Ritual, in dem Holmes „Ricoletti mit dem Klumpfuß und seine abscheuliche Frau“ erwähnt.[10]
- Das gesamte Element der Suffragettenbewegung wurde aus Der Goldene Kneifer übernommen.
- Der Fall Carmichael enthält Elemente aus der Kurzgeschichte Die fünf Orangenkerne.
- Die Szene am Wasserfall erinnert an den Kampf zwischen Holmes und Moriarty am Reichenbachfall, die in Das letzte Problem erzählt wird.
- Zu Beginn des Films wird das Kennenlernen von Holmes und Watson als Anspielung auf Eine Studie in Scharlachrot dargestellt. Die erste Begegnung der Protagonisten wurde auch schon in der ersten Sherlock-Folge thematisiert.
- In das Zeichen der Vier kommt es ebenfalls zu einer Diskussion zwischen Watson und Holmes über dessen Drogenkonsum. Im Original sind  es Morphium und Kokain, während es hier eine Liste von verschiedensten Präparaten ist, die Liste muss Sherlock für Mycroft anfertigen.
- Nach Sherlocks und Johns Besuch bei Mycroft Holmes, wird diesem ein gewisser Herr Melas angekündigt, welcher die Hauptfigur in der griechische Dolmetscher ist.

## Auszeichnung
Bei der Primetime-Emmy-Verleihung 2016 wurde der Film als Bester Fernsehfilm ausgezeichnet.